# ديلانو هيل (لاعب كرة قدم أمريكية)
ديلانو هيل (بالإنجليزية: Delano Hill)‏ هو لاعب كرة قدم أمريكية أمريكي، ولد في 26 نوفمبر 1995 في ديترويت في الولايات المتحدة.